# Sex Positions
Sex Positions war eine US-amerikanische Hardcore-Punk-Band aus New Bedford, Massachusetts.

## Geschichte
Sex Positions wurden 2002 nach der Auflösung der Band The Dedication von Rich Perusi, Eric Marcelino und Larry Anzuoni gegründet. Zuerst nannte man sich Lights Out, doch wurde die Band bald in Sex Positions umbenannt und die Besetzung durch Bassist David Saladik komplettiert.
2003 nahm die Band das Debütalbum auf, das von Kurt Ballou, dem Gitarristen der Band Converge, produziert und über das Label Deathwish veröffentlicht wurde. (Larry Anzuoni spielte auch Keyboards, CD Samples und Harmonica für den Song Interlude ein.)
2004 wurde die Besetzung bis auf Eric Marcelino komplett erneuert, und von 10. März bis 8. April 2005 ging die Band auf Europatournee (allerdings ohne Marcelino, der "aus ernsten persönlichen Gründen" nicht mitgekommen war).
2007 reformierte sich die Band (Jonathan Blanchard wechselte von Schlagzeug auf Gitarre), löste sich allerdings bereits nach einigen wenigen Shows wieder auf.

## Diskografie
- 2002: Demo
- 2003: Sex Positions (Album, Deathwish)